# Les Noces de Toprin
Pour plus de détails, voir Fiche technique et Distribution.
Les Noces de Toprin, également connu sous le titre Balalaïkas sanglantes (titre original : Toprini nász), est un film d'espionnage hongrois réalisé par André de Toth, sorti en 1939.

## Synopsis
En mission d'espionnage au domaine du comte Toprini, le lieutenant Imre trouve un allié dans la femme du comte, qui est triste de son mariage.

## Fiche technique
- Titre original : Toprini nász
- Titre français : Les Noces de Toprin ou Balalaïkas sanglantes[1]
- Réalisation : André de Toth
- Scénario : André de Toth et István Mihály d'après le roman de Gyula Csermely
- Photographie : István Eiben
- Montage : Zoltán Farkas
- Musique : Szabolcs Fényes (en)
- Pays d'origine : Hongrie
- Format : Noir et blanc - 1,37:1
- Genre : aventure
- Durée : 90 minutes
- Date de sortie : 1939

## Distribution
- Klári Tolnay : A gróf felesége
- Pál Jávor : Mányay Imre fõhadnagy
- Ferenc Kiss : Toprin grófja
- Imre Apáthi : Erdélyi Gábor hadnagy
- József Bihari (en) : Ispán